# Setaria sphacelata
Setaria sphacelata là một loài thực vật có hoa trong họ Hòa thảo. Loài này được (Schumach.) Stapf & C.E.Hubb. ex Moss miêu tả khoa học đầu tiên năm 1929.

## Hình ảnh

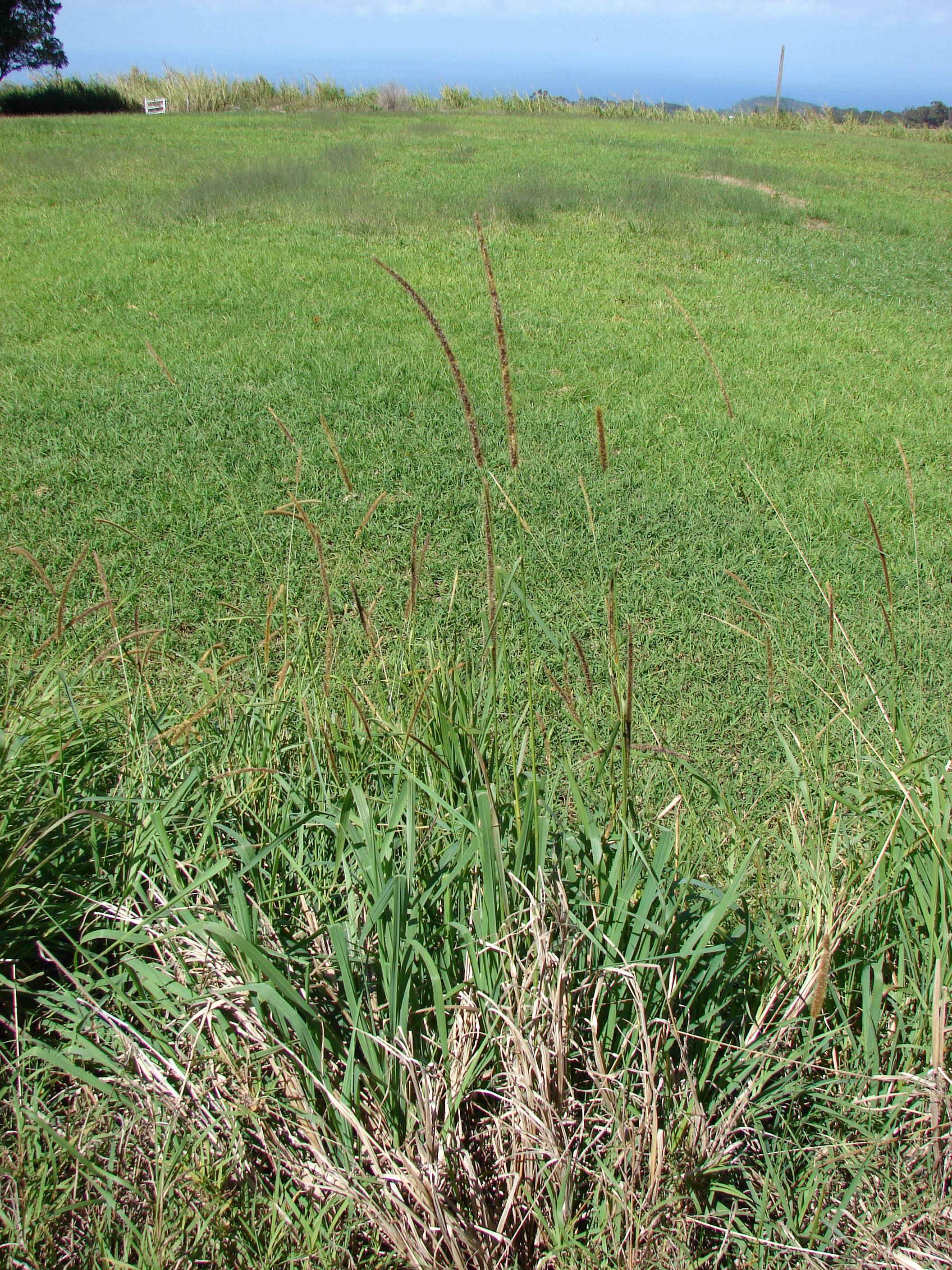
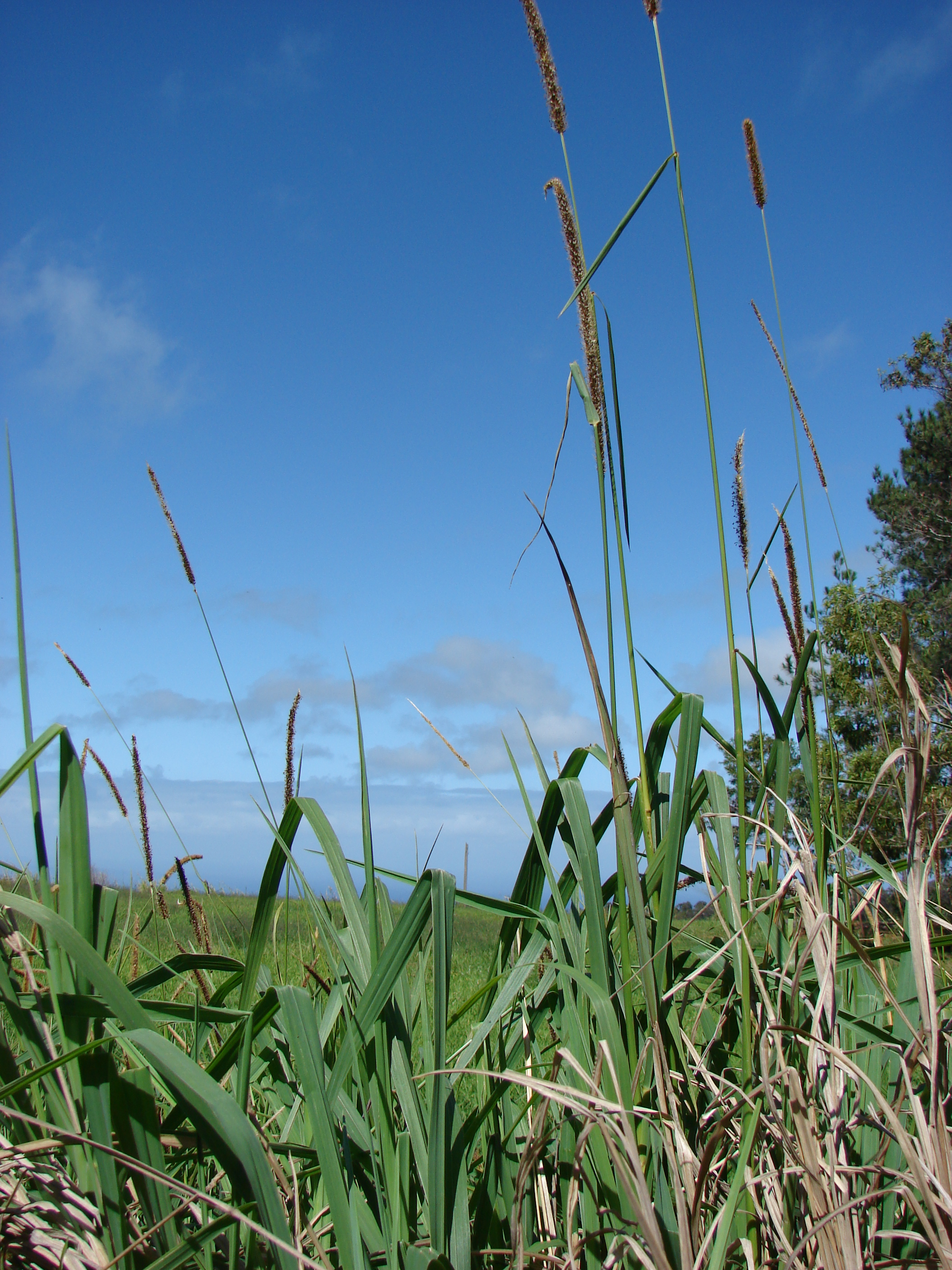
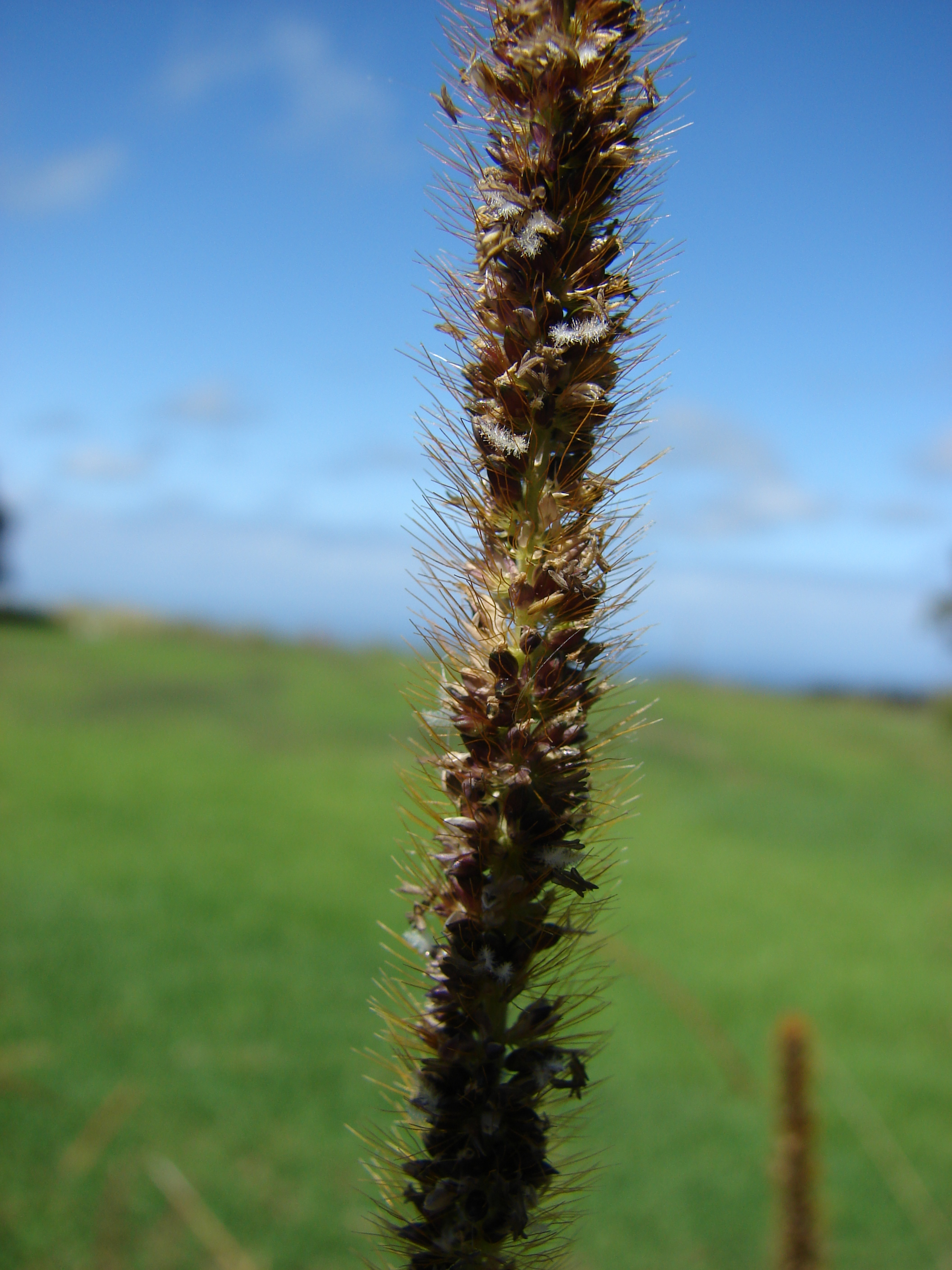
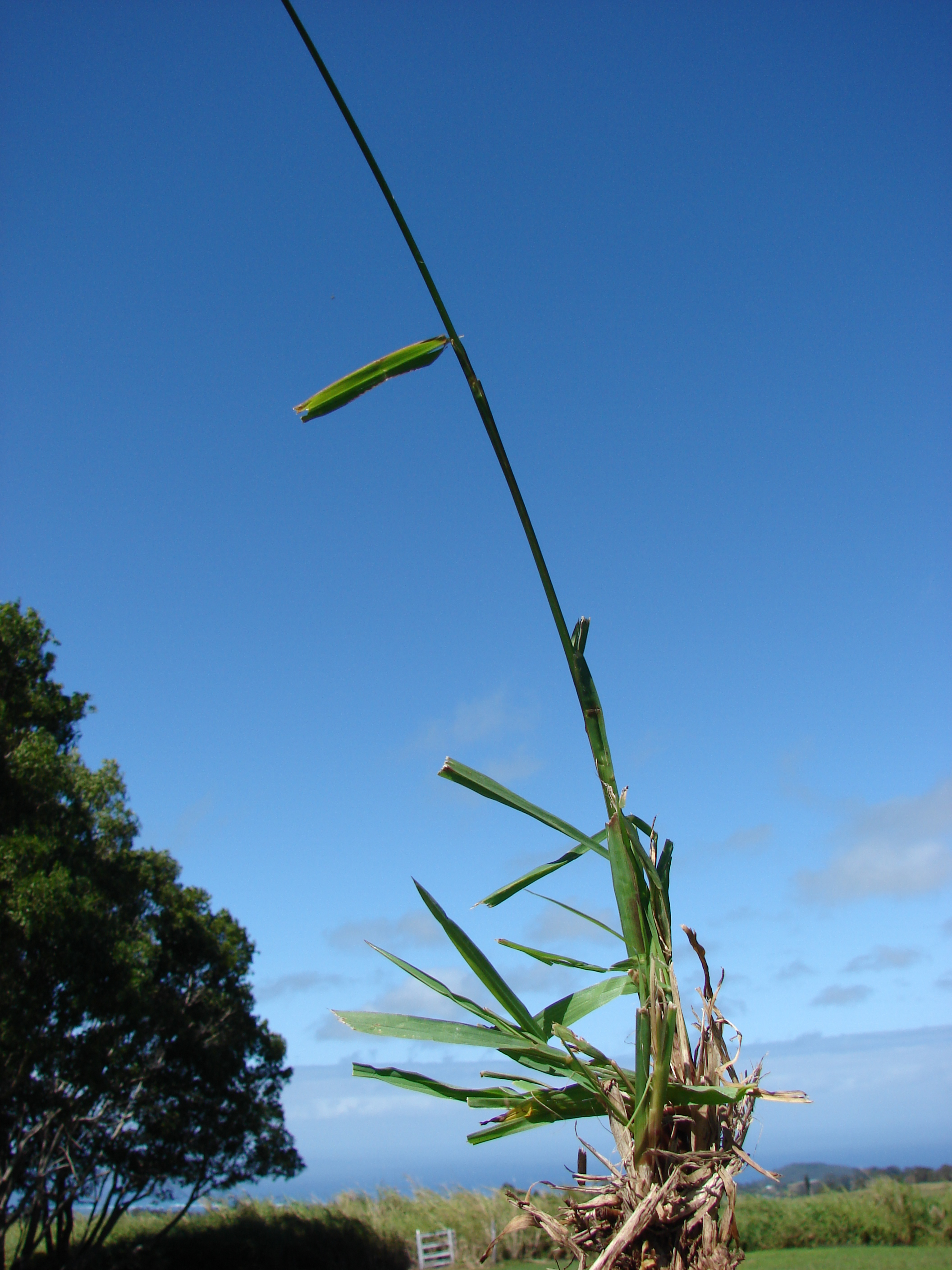